# Aéroport de Taraz
L’aéroport de Taraz (russe : аэропорт Талдыкорган) (code IATA : DMB • code OACI : UADD) est un aéroport situé à Taraz au Kazakhstan.

## Situation
| \| 100 km1:25 028 000 \| Turkestan Aktaou Aktioubé Almaty Astana Atyraw Balkhach Chimkent Jezkazgan Kökşetaw Kostanaï Kyzylorda Öskemen Ourdchar Oucharal Oural Pavlodar Petropavl Sary-Arka Semeï Taldykourgan Taraz |
| 100 km1:25 028 000 |

## Compagnies et destinations

### Passagers
| Compagnies  | Destinations                            |
| ----------- | --------------------------------------- |
| S7 Airlines | En saison : Moscou-Domodédovo           |
| SCAT        | Almaty, Noursoultan, Khodjent, Sourgout |
| Qazaq Air   | Almaty                                  |

Édité le 28/02/2018